# Mesothen petosiris
Mesothen petosiris är en fjärilsart som beskrevs av Druce 1883. Mesothen petosiris ingår i släktet Mesothen och familjen björnspinnare. Inga underarter finns listade i Catalogue of Life.